# John Moshoeu
John Lesiba „Shoes“ Moshoeu (* 18. Dezember 1965 in Soweto bei Johannesburg; † 21. April 2015 in Johannesburg) war ein südafrikanischer Fußballspieler.

## Karriere

### Verein
John Moshoeu begann seine Karriere 1988 bei den Kaizer Chiefs aus der Premier Soccer League in Südafrika. Nach der Saison 1992/93 wechselte er dann in die türkische Süper Lig zu Gençlerbirliği Ankara. Von 1998 bis 2000 spielte er bei Fenerbahçe Istanbul und von 2000 bis 2002 bei Bursaspor, bevor er 2002 wieder zu den Kaizer Chiefs in die Premier Soccer League ging. Moshoeu stand auch in der Saison 2008/09 im Kader von AmaZulu Durban. Im Frühjahr 2010 unterschrieb er bei Alexandra United FC, der von Brian Baloyi geleitet wird.

### Nationalmannschaft
Moshoeu spielte zwischen 1997 und 2005 insgesamt 73-mal für die Südafrikanische Nationalmannschaft und erzielte dabei acht Tore. Bei der Afrikameisterschaft 1996 konnte er mit seinem Team den Titel gewinnen. Zudem nahm er mit der Nationalmannschaft am FIFA-Konföderationen-Pokal 1997, der Afrikameisterschaft 1998, der Weltmeisterschaft 1998, der Afrikameisterschaft 2000 und der Afrikameisterschaft 2004 teil.

## Erfolge
Mit Gençlerbirliği Ankara
- TSYD-Ankara-Pokalsieger: 1992/93, 1993/94

Mit Kocaelispor
- Türkischer Pokalsieger: 1996/97

Mit Fenerbahçe Istanbul
- Premierminister-Pokalsieger: 1997/98
- Atatürk-Pokalsieger: 1997/98

Mit der südafrikanischen Nationalmannschaft
- Fußball-Afrikameister: 1996
- Fußball-Vizeafrikameister: 1998
- Dritter der Fußball-Afrikameisterschaft: 2000
- Teilnehmer der Fußball-Afrikameisterschaft: 2004
- Teilnehmer des Konföderationen-Pokals: 1997
- Teilnehmer der Fußball-Weltmeisterschaft: 1998

## Tod
Moshoeu starb am 21. April 2015 an den Folgen seiner Magenkrebserkrankung.